# Reovirus
Els reovirus (Reoviridae) són una família de virus que n'inclouen alguns que afecten el sistema gastrointestinal (com els rotavirus), i alguns que causen infeccions respiratòries. El material genètic dels virus d'aquesta família és la doble cadena d'ARN. El nom Reoviridae deriva de virus entèrics respiratoris orfes.